# فرعی (فیلم ۱۹۶۵)
فرعی (به بنگالی: Subarnarekha) ، فیلمی محصول سال ۱۹۶۵ و به کارگردانی ریتویک گاتاک است. در این فیلم بازیگرانی همچون آبی باتاچاریا، مادهابی موکرجی، ساتیاندرا باتچاریا، بیجون باتچاریا، پیتمبار ایفای نقش کرده‌اند.